# Station Temse
Station Temse is een spoorwegstation langs spoorlijn 54 (Mechelen - Terneuzen) in de gemeente Temse.
In 1870 werd door de Société du chemin de fer international de Malines à Terneuzen een statie opgericht te Temse. Het gebouw bestond uit drie fracties: twee hoge, onder zadeldak zittende en uit twee bouwlagen bestaande delen met elkaar verbonden door een lang, negen traveeën tellend middendeel.
Het huidige stationsgebouw dateert uit 1956, het is van de hand van architect P.E. Moreels. Het gebouw bestaat uit een loket (met bijbehorende wachtzaal), dienstlokalen en tot maart 2016, een seinhuis. Dat laatste is echter in het kader van het seinhuizenconcentratieplan overgenomen geworden door Dendermonde.
Temse beschikt over 2 perrons. Perron 1 is verhard. De aanwezigheid van het station maakt schuilhuisjes overbodig. Perron 2 bestaat uit aangestampte aarde bedekt met kiezelsteentjes. Hier zijn wel enkele wachthokjes opgesteld. Om laatstgenoemd perron te bereiken moet men de tijdelijke voetgangersbrug gebruiken. Voor het comfort van de reiziger stoppen de treinen bij voorkeur op het eerste perron.
Vlak naast het gebouw is een ruime en moderne fietsenstalling opgetrokken. In de onmiddellijke omgeving van het station zijn ongeveer 30 gratis parkeerplaatsen te vinden.
Sinds 18 maart 2016 zijn de loketten van dit station gesloten, en is het nu een stopplaats geworden.

## Galerij

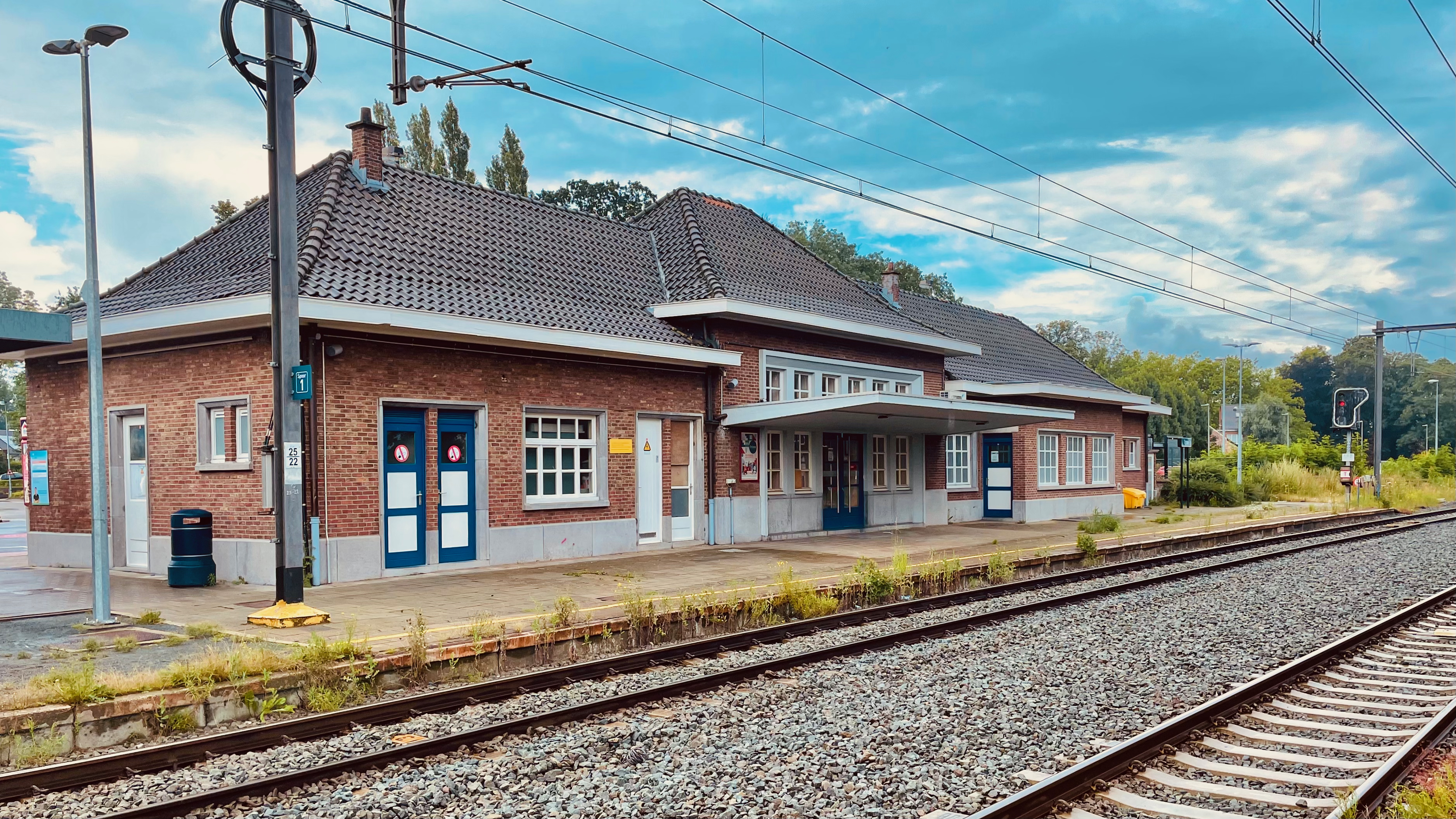
Stationsgebouw
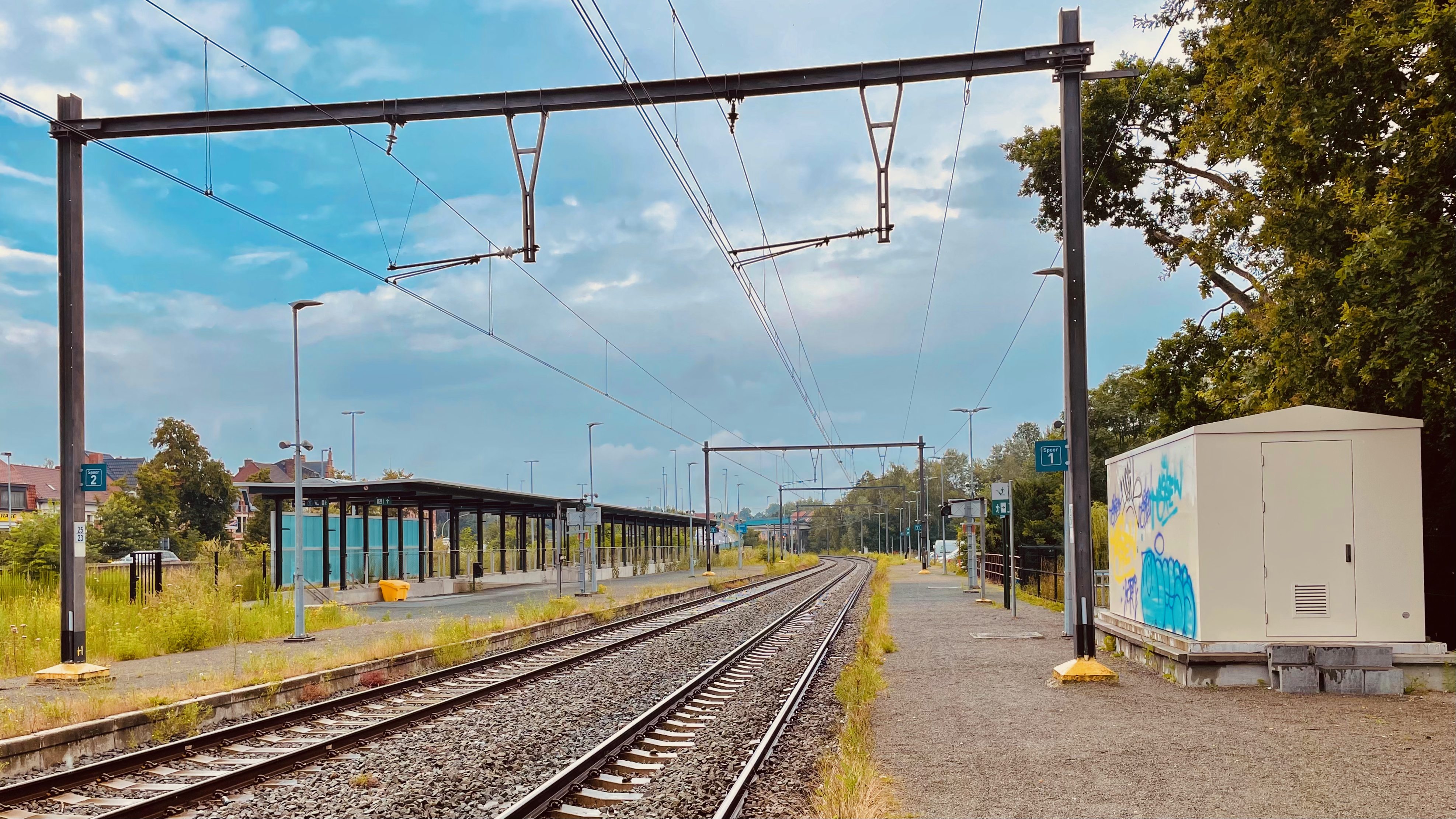
Zicht op het perron
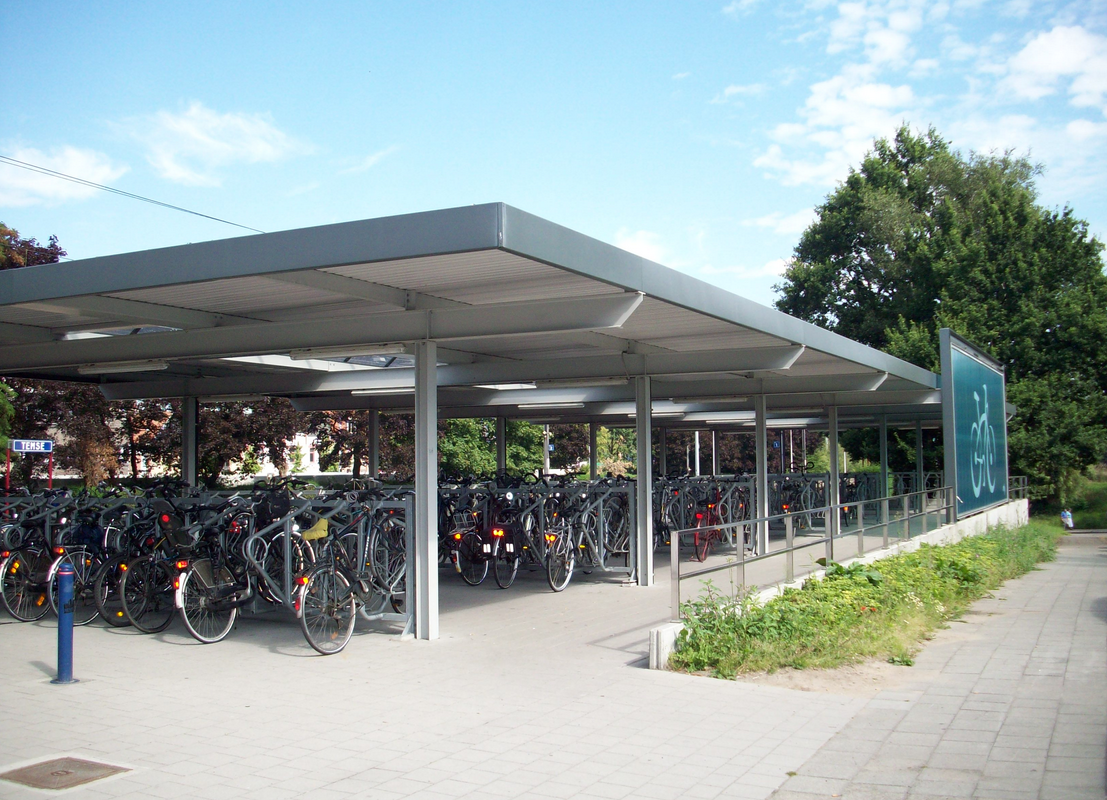
Fietsenstalling
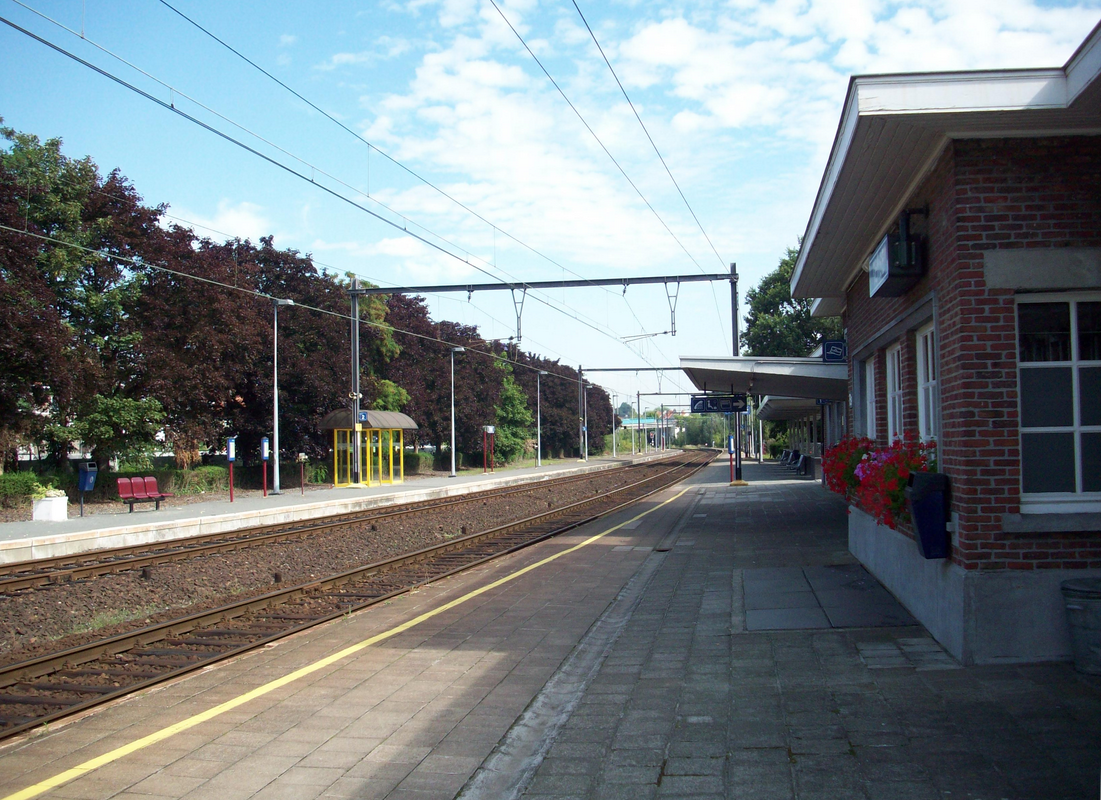
Zicht op de perrons
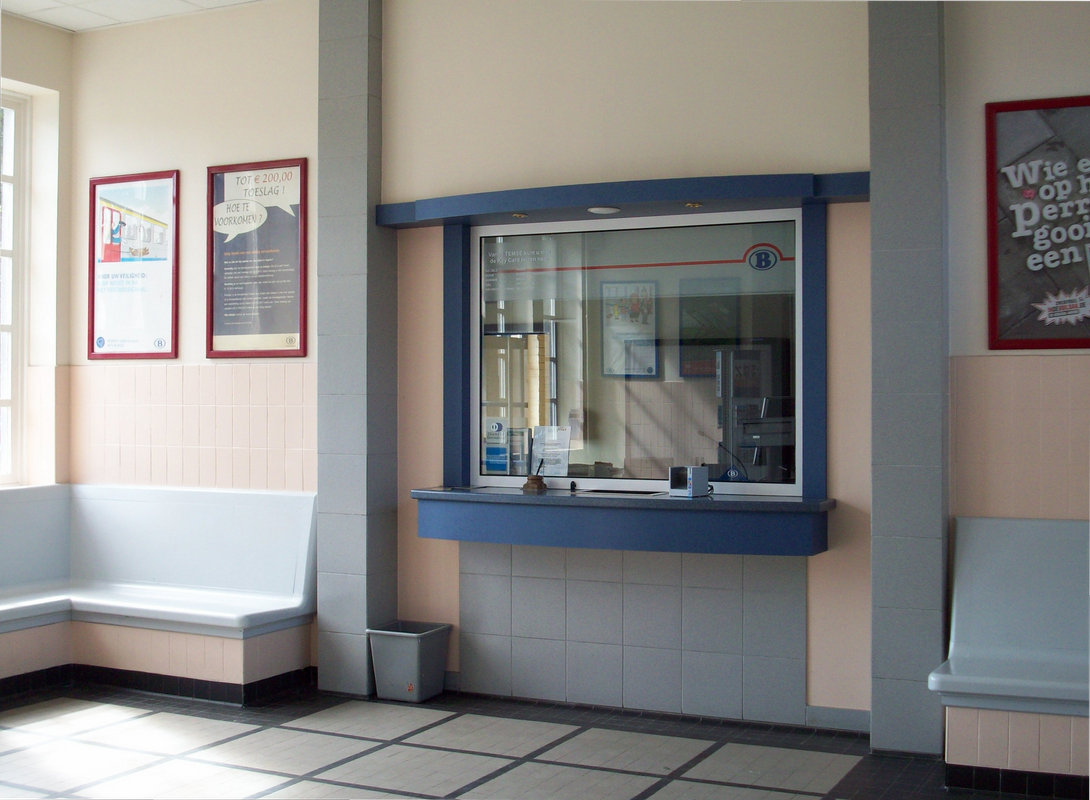
Loket station Temse

## Treindienst
| Serie       | Treinsoort          | Route                                                            | Bijzonderheden                                                               |
| ----------- | ------------------- | ---------------------------------------------------------------- | ---------------------------------------------------------------------------- |
| L 2750      | L-trein (NMBS)      | Leuven – Mechelen – Temse – Sint-Niklaas                         | Rijdt in het weekend enkel tussen Mechelen en Sint-Niklaas.                  |
| P 7090/8090 | Piekuurtrein (NMBS) | [ Sint-Niklaas – Temse – ] / [ Dendermonde – ] Mechelen – Leuven | Rijdt alleen op werkdagen. Een trein van Dendermonde naar Gent-Sint-Pieters. |
| P 7390/8390 | Piekuurtrein (NMBS) | [ Sint-Niklaas – Temse – ] / [ Dendermonde – ] Mechelen – Leuven | Rijdt alleen op werkdagen.                                                   |

## Reizigerstellingen
De grafiek en tabel geven het gemiddeld aantal instappende reizigers weer op een week-, zater- en zondag.
| Tabel: aantal instappende reizigers station Temse | Tabel: aantal instappende reizigers station Temse | Tabel: aantal instappende reizigers station Temse | Tabel: aantal instappende reizigers station Temse |
|                                                   | Weekdag                                           | Zaterdag                                          | Zondag                                            |
| ------------------------------------------------- | ------------------------------------------------- | ------------------------------------------------- | ------------------------------------------------- |
| 1977                                              | 316                                               | 47                                                | 57                                                |
| 1978                                              | 265                                               | 60                                                | 80                                                |
| 1979                                              | 262                                               | 36                                                | 71                                                |
| 1980                                              | 253                                               | 54                                                | 84                                                |
| 1981                                              | 251                                               | 56                                                | 74                                                |
| 1982                                              | 268                                               | 45                                                | 89                                                |
| 1983                                              | 245                                               | 42                                                | 89                                                |
| 1984                                              | 247                                               | 44                                                | 56                                                |
| 1985                                              | 259                                               | 63                                                | 114                                               |
| 1986                                              | 251                                               | 72                                                | 90                                                |
| 1987                                              | 264                                               | 72                                                | 117                                               |
| 1988                                              | 288                                               | 86                                                | 143                                               |
| 1989                                              | 327                                               | 77                                                | 115                                               |
| 1990                                              | 293                                               | 94                                                | 116                                               |
| 1991                                              | 350                                               | 108                                               | 168                                               |
| 1992                                              | 340                                               | 103                                               | 163                                               |
| 1993                                              | 399                                               | 125                                               | 154                                               |
| 1994                                              | 413                                               | 120                                               | 173                                               |
| 1995                                              | 387                                               | 114                                               | 160                                               |
| 1996                                              | 361                                               | 115                                               | 167                                               |
| 1997                                              | 444                                               | 122                                               | 195                                               |
| 1998                                              | 464                                               | 145                                               | 197                                               |
| 1999                                              | 474                                               | 134                                               | 180                                               |
| 2000                                              | 393                                               | 141                                               | 103                                               |
| 2001                                              | 444                                               | 96                                                | 108                                               |
| 2002                                              | 386                                               | 160                                               | 142                                               |
| 2003                                              | 490                                               | 153                                               | 121                                               |
| 2004                                              | 470                                               | 144                                               | 146                                               |
| 2005                                              | 542                                               | 142                                               | 147                                               |
| 2006                                              | 596                                               | 170                                               | 212                                               |
| 2007                                              | 480                                               | 124                                               | 152                                               |
| 2008                                              | -                                                 | -                                                 | -                                                 |
| 2009                                              | 553                                               | 160                                               | 135                                               |
| 2010                                              | -                                                 | -                                                 | -                                                 |
| 2011                                              | -                                                 | -                                                 | -                                                 |
| 2012                                              | 633                                               | 313                                               | 318                                               |
| 2013                                              | 603                                               | 194                                               | 211                                               |
| 2014                                              | 609                                               | 190                                               | 253                                               |
| 2015                                              | 612                                               | 87                                                | 194                                               |
| 2016                                              | 622                                               | 177                                               | 199                                               |
| 2017                                              | 670                                               | 171                                               | 187                                               |
| 2018                                              | 712                                               | 221                                               | 237                                               |
| 2019                                              | 674                                               | 237                                               | 201                                               |
| 2020                                              | 405                                               | 144                                               | 185                                               |
| 2021                                              | -                                                 | -                                                 | -                                                 |
| 2022                                              | 671                                               | 265                                               | 328                                               |
| 2023                                              | 577                                               | 278                                               | 299                                               |
| 2024                                              | 682                                               | 237                                               | 331                                               |

2,0: Leest ·
5,0: Tisselt ·
6,9: Blaasveld ·
8,3: Willebroek ·
10,2: Kalfort ·
13,6: Puurs ·
17,5: Bornem ·
21,0: Temse ·
24,6: Eigenlo ·
29,2: Sint-Niklaas ·
32,7: Sint-Pauwels ·
33,2: Sint-Gillis-Waas ·
35,2: Kalf ·
37,5: De Klinge ·
47,9: Hulst ·
52,8: Kijkuit ·
57,5: Axel ·
63,0: Sluiskil ·
66,7: Terneuzen